# Jürgen Hentsch

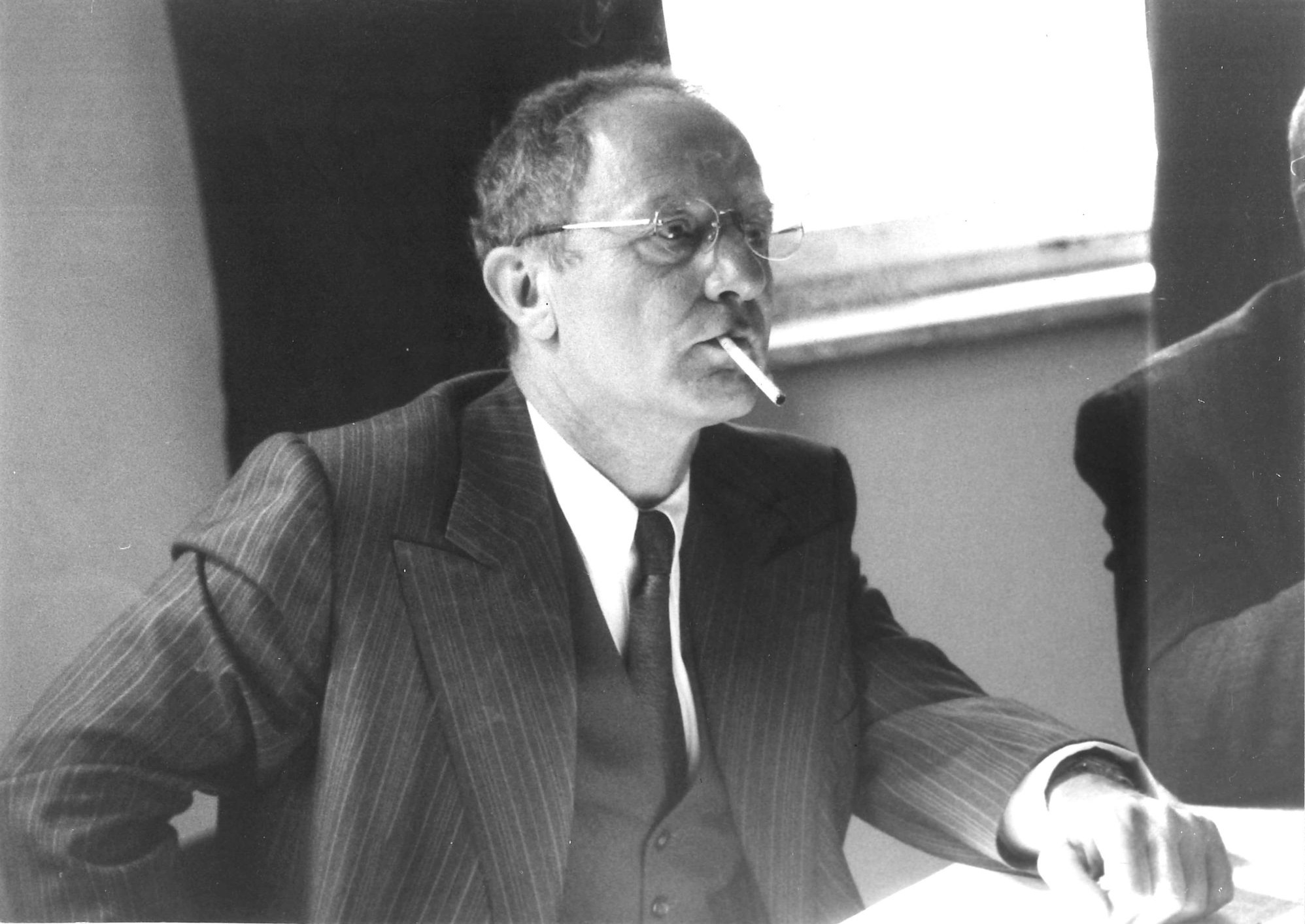
Der Schauspieler Jürgen Hentsch während einer Hörspielproduktion Anfang der 90er Jahre in einer Aufnahme des Berliner Fotografen Werner Bethsold.

Jürgen Hentsch (* 17. März 1936 in Görlitz; † 21. Dezember 2011 in Rüdersdorf bei Berlin) war ein deutscher Schauspieler.

## Leben
Nach dem Abitur besuchte er die Hochschule für Schauspielkunst „Ernst Busch“ Berlin. Es folgten Theaterengagements in Berlin, wo er in Rolf Hochhuths Der Stellvertreter oder Shakespeares Richard III. in einer Inszenierung von Manfred Wekwerth mitspielte. Daran schlossen sich Engagements in Wien und München an.
Als Filmschauspieler debütierte Hentsch 1965 in dem DEFA-Film Karla an der Seite von Jutta Hoffmann, Rolf Hoppe und Fred Delmare. 1991 wurde seine Darstellung des Physikers Werner Heisenberg im Film Ende der Unschuld von den Kritikern sehr positiv aufgenommen. Für seine Darstellung des Psychiaters Ernst Schultze in Romuald Karmakars Der Totmacher war er 1996 für den Deutschen Filmpreis nominiert.
2002 wurde Jürgen Hentsch für seine Rolle als Heinrich Mann in Die Manns – Ein Jahrhundertroman mit dem Adolf-Grimme-Preis und dem Bayerischen Fernsehpreis ausgezeichnet. 2004 erhielt er den Deutschen Fernsehpreis für seine Rolle als Herbert Wehner in Im Schatten der Macht.
Nach langer Krankheit verstarb er im Alter von 75 Jahren in Rüdersdorf. Sein Grab befindet sich auf dem Dorotheenstädtischen Friedhof in Berlin.

## Filmografie
- 1965: Karla, Regie: Herrmann Zschoche
- 1965: Solange Leben in mir ist, Regie: Günter Reisch
- 1967: Die Räuber (Fernsehfilm), Regie: Gerd Keil
- 1968: Ich war neunzehn, Regie: Konrad Wolf
- 1969: Zeit zu leben, Regie: Horst Seemann
- 1969: Krupp und Krause / Krause und Krupp, Regie: Horst E. Brandt (1–5), Heinz Thiel (1–3)
- 1971: Tod in der Kurve (TV), Regie: Gerhard Respondek
- 1971: Zeit der Störche, Regie: Siegfried Kühn
- 1971: Karriere, Regie: Heiner Carow
- 1973: Zement (Fernsehfilm, 2 Teile)
- 1974: Das Geheimnis des Ödipus, TV, Regie: Kurt Jung-Alsen
- 1976: Richard III. (Theateraufzeichnung)
- 1976: Baum der Wünsche (Sprecher)
- 1977: Mama, ich lebe, Regie: Konrad Wolf
- 1977: Dantons Tod (TV-Studioaufzeichnung)
- 1978: Clavigo (TV-Studioaufzeichnung)
- 1978: Ursula, TV, Regie: Egon Günther
- 1981: Kippenberg (Fernsehfilm)
- 1991: Ende der Unschuld, TV, Regie: Frank Beyer
- 1993: Das Sahara-Projekt, TV, Regie: Hans Noever
- 1993: Stunde der Füchse, TV, Regie: Detlef Rönfeldt
- 1994: Der Mann mit der Maske, TV, Regie: Peter Schulze-Rohr
- 1995: Der Sandmann, TV, Regie: Nico Hofmann
- 1995: Der Totmacher, Regie: Romuald Karmakar
- 1996: Der Schattenmann, TV, Regie: Dieter Wedel
- 1996: Fähre in den Tod, TV, Regie: Heiner Carow
- 1996: Derrick 263 – Der Verteidiger
- 1996: Tatort – Perfect Mind – Im Labyrinth (Fernsehreihe)
- 1997: Der Hauptmann von Köpenick, TV, Regie: Frank Beyer
- 1997: 100 Jahre Bertolt Brecht, Regie: Ottokar Runze
- 1997: Im Namen der Unschuld, Regie: Andreas Kleinert
- 1998: Abgehauen, TV, Regie: Frank Beyer
- 2000: Kaliber Deluxe, Regie: Thomas Roth
- 2000: Eine Hand voll Gras, Regie: Roland Suso Richter
- 2000: Die Manns – Ein Jahrhundertroman, TV, Regie: Heinrich Breloer
- 2001: Der Verleger, TV, Regie: Bernd Böhlich
- 2001: Der Alte – Folge 269: Verschmähte Liebe
- 2001: Ein tödliches Wochenende, TV, Regie: Torsten C. Fischer
- 2001: Tatort: Mördergrube, TV, Regie: Christiane Balthasar
- 2002: Edel & Starck, TV (Episode Wunderkinder), Regie: Ulrich Zrenner
- 2002: Eva – ganz mein Fall, Serie
- 2003: Im Schatten der Macht, TV, Regie: Oliver Storz
- 2003: Der zweite Frühling, TV, Regie: Gabi Kubach
- 2004: Das Bernsteinamulett, TV, Regie: Gabi Kubach
- 2004: Tatort: Eine Leiche zu viel, TV, Regie: Kaspar Heidelbach
- 2005: Die Diebin und der General, TV, Regie: Miguel Alexandre
- 2005: Die Luftbrücke – Nur der Himmel war frei, TV, Regie: Dror Zahavi
- 2005: Ein starkes Team: Gier, TV, Regie: Wilhelm Rössner
- 2006: Robin Pilcher – Jenseits des Ozeans, TV, Regie: Stefan Bartmann
- 2007: Die Flucht, TV, Regie: Kai Wessel
- 2007: Der Butler und die Prinzessin, TV, Regie: Sibylle Tafel
- 2007: Angsthasen, TV, Regie: Franziska Buch
- 2008: Bella Block: Reise nach China, TV, Regie: Chris Kraus
- 2008: Küss mich, wenn es Liebe ist, TV, Regie: Anja Jacobs
- 2009: Die Frau, die im Wald verschwand, TV, Regie: Oliver Storz
- 2009: Der Alte – Folge 339: Männer in schwarz
- 2009: Der Mann aus der Pfalz, TV, Regie: Thomas Schadt

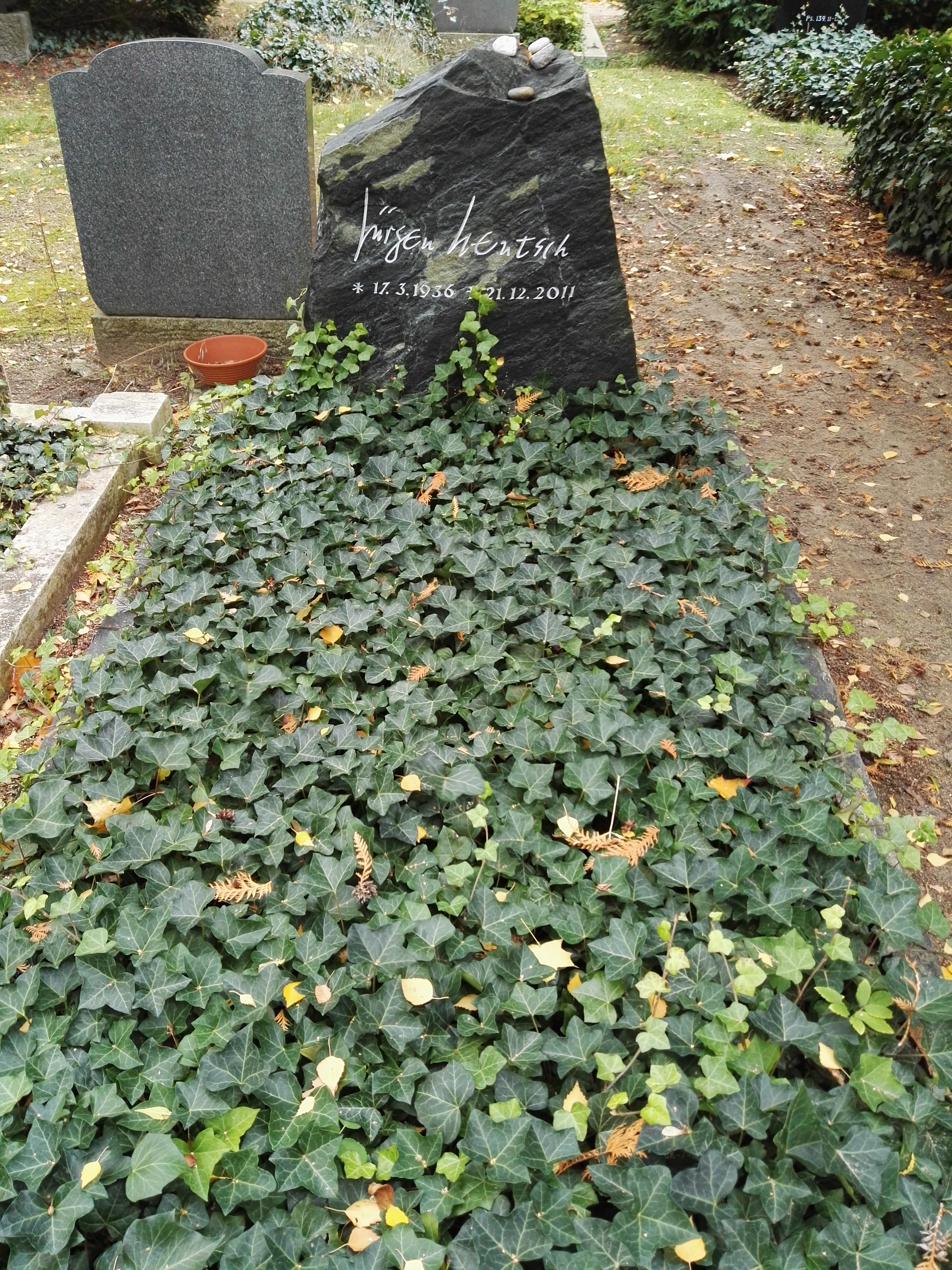
Grabstätte

## Theater
- 1964: Hamlet, Titelrolle, Theater Karl-Marx-Stadt
- 1965: Der Stellvertreter, Deutsches Theater Berlin
- 1967: Maxim Gorki: Feinde (Sinzow) – Regie: Wolfgang Heinz (Deutsches Theater Berlin)
- 1967: Rolf Schneider: Prozeß in Nürnberg (Verteidiger) – Regie: Wolfgang Heinz (Deutsches Theater Berlin)
- 1968: Johann Wolfgang von Goethe: Faust. Der Tragödie erster Teil (Erzengel) – Regie: Wolfgang Heinz/Adolf Dresen (Deutsches Theater Berlin)
- 1969: Hans Lucke: Mäßigung ist aller Laster Anfang (Bauleiter Günter) – Regie: Uta Birnbaum/Friedo Solter (Deutsches Theater Berlin – Kammerspiele)
- 1969: Günther Rücker: Der Nachbar des Herrn Pansa (Don Quijote) – Regie: Friedo Solter (Deutsches Theater Berlin)
- 1970: Hans Magnus Enzensberger: Das Verhör von Habana (Mann zwischen den Fronten) – Regie: Manfred Wekwerth (Deutsches Theater Berlin)
- 1970: Isaak Babel: Maria (Rittmeister) – Regie: Adolf Dresen (Deutsches Theater Berlin – Kammerspiele)
- 1972: Ulrich Plenzdorf: Die neuen Leiden des jungen W. – Regie: Horst Schönemann (Deutsches Theater Berlin)
- 1974: Johann Wolfgang von Goethe: Die Geschichte Gottfriedens von Berlichingen mit der eisernen Hand (Weislingen) – Regie: Horst Schönemann (Deutsches Theater Berlin)
- 1975: Richard III., Deutsches Theater Berlin
- 1980: William Shakespeare: Ein Sommernachtstraum (Oberon) – Regie: Alexander Lang (Deutsches Theater Berlin)
- 1980: Anton Tschechow Die Möwe (Trigorin) – Regie: Wolfgang Heinz (Deutsches Theater Berlin)
- 1985: Hamlet, Burgtheater Wien
- 1988: Macbeth, Schaubühne Berlin
- 1990: Der blaue Boll, Münchner Kammerspiele

## Hörspiele (Auswahl)
- 1968: David Medvedenko: Dr. Krassow und seine Freunde – Regie: Peter Groeger (Rundfunk der DDR)
- 1969: Wilfried Schilling: Kellergespräche (Rudi) – Regie: Joachim Staritz (Hörspiel – Rundfunk der DDR)
- 1970: Rolf Schneider: Platanenstraße 10 (Fahrenberg) – Regie: Werner Grunow (Hörspiel – Rundfunk der DDR)
- 1970: Jerzy Janicki: Die Ballade vom Fischer Antonin Karpfen (Arzt) – Regie: Wojciech Maciejewski (Hörspiel – Rundfunk der DDR)
- 1972: Heinrich von Kleist: Amphitryon (Amphitryon und Jupiter) – Regie: Werner Grunow (Hörspiel – Rundfunk der DDR)
- 1976: Günter Kunert: Ein anderer K. – Regie: Horst Liepach (Hörspiel – Rundfunk der DDR)
- 1976: Hans Skirecki: Hinter Wittenberge (Dr. Zimmel) – Regie: Barbara Plensat (Hörspiel – Rundfunk der DDR)
- 1979: Charles Dickens: Der ungebetene Gast (Marleys Geist) – Regie: Horst Liepach (Kinderhörspiel – Rundfunk der DDR)
- 1980: Lia Pirskawetz: Stille Post (Victor Klemperer) – Regie: Horst Liepach (Biografie – Rundfunk der DDR)
- 1981: Lothar Walsdorf: Hochzeit vorübergehend – Regie: Ingeborg Medschinski (Kinderhörspiel – Rundfunk der DDR)
- 1981: Alexander Kuprin: Olessja (Kuprin) – Regie: Norbert Speer (Kinderhörspiel – Rundfunk der DDR)
- 1982: Albert Wendt: Der Sauwetterwind (Der Tod) – Regie: Christa Kowalski (Kinderhörspiel – Rundfunk der DDR; Übernahme durch Litera, 1985)
- 1983: Lion Feuchtwanger: Erfolg (Krüger) – Regie: Werner Grunow (Hörspiel – Rundfunk der DDR)
- 1991: Gabriel Josipovici: Nachruf auf L. S. (Freund) – Regie: Robert Matejka (Hörspiel – RIAS Berlin)
- 1994: Karl Karst: Shakespeares Geselle (Titelrolle als Hans Rothe) – Regie: Karl Karst (Original-Hörspiel – SFB/Deutschlandradio)
- 1996: Dacia Maraini: Stimmen – Regie: Götz Fritsch (WDR)
- 1996: Rolf Schneider: Montezumas Krone (Dr. Mrosowski) – Regie: Rolf Schneider (Kriminalhörspiel – MDR/SFB)
- 1997: Ilona Jeismann/Peter Avar: Die graue staubige Straße (Anton Tschechow) – Regie: Ilona Jeismann (Biographie – SFB)
- 1998: Michail Bulgakow: Der Meister und Margarita (Erzähler) – Regie: Petra Meyenburg (Hörspiel (30 Teile) – MDR)
- 1999: Joseph Roth: Hiob (Erzähler) – Regie: Robert Matejka (Hörspiel – MDR)
- 2004: Rolf Schneider: Die Affäre d'Aubray (Erzähler) – Regie: Walter Niklaus (Hörspiel – MDR/RBB)
- 2005: Lloyd Alexander: Taran und das Zauberschwert (Erzähler) – Regie: Robert Schoen (Kinderhörspiel – SWR)
- 2005: Lloyd Alexander: Taran und der Zauberspiegel (Erzähler) – Regie: Robert Schoen (Kinderhörspiel – SWR)
- 2009: Rolf Schneider: Die Affäre Winckelmann (Erzähler) – Regie: Walter Niklaus (Hörspiel – MDR/ORF)
- 2009: Wassili Grossman: Leben und Schicksal (4 Teile) (Erzähler) – Regie: Norbert Schaeffer (Hörspielbearbeitung – NDR)

## Hörbücher (Auswahl)
- Der Meister und Margarita von Michail Bulgakow, Funkerzählung, Bearbeitung und Regie: Petra Meyenburg mit Jürgen Hentsch, Thomas Thieme, Bärbel Röhl, Jürgen Holtz, Peter Fricke, Hermann Beyer, Hilmar Eichhorn, Jürgen Thormann, Winfried Glatzeder, Gert Haucke, Dieter Mann u. v. a., MDR 1998 / der Hörverlag 1999, ISBN 3-86717-453-9; Neuauflage 2003 auf 10 CDs, ISBN 978-3-89940-277-3; ausgezeichnet als Hörbuch des Jahres 1999.
- Auch ich in der Champagne! von Johann Wolfgang Goethe, Lesung, 2 CDs, MDR 2007 / Der Audio Verlag DAV, München 2007, 143 Minuten ISBN 978-3-89813-635-8 (ISBN mehrfach vergeben, da in einer Audio-Kassette).
- Sternstunden der Menschheit von Stefan Zweig, Regie: Petra Meyenburg, 551 Min. 10 CDs, MDR 2008 / Argon Verlag 2008, ISBN 978-3-86610-571-3.
- Neue Herrlichkeit von Günter de Bruyn, ungekürzte Lesung, Regie: Petra Meyenburg, 364 min, mp3-CD, MDR FIGARO 2006 / Der Audio Verlag 2015, ISBN 978-3-86231-554-3.
- Briefwechsel mit einem Kinde von Bettina von Arnim, mit Chris Pichler und Marlies Reusche, Regie: Steffen Moratz, mp3-CD, MDR 2009 / Der Audio Verlag 2015, ISBN 978-3-86231-550-5.
- Drohung bei Mondlicht von Patrick Hamilton, Kriminalhörspiel zus. mit Eberhard Esche, Otto Sander und Gudrun Ritter, Regie: Klaus Zippel, 57 Min CD, MDR 1992 / ZYX Music 2018, ISBN 978-3-95995-202-6.
- Der menschliche Makel von Philip Roth, gekürzte Lesung, Regie: Oliver Sturm, 471 Min. mp3-CD, MDR 2004 / Der Audio Verlag 2019, ISBN 978-3-7424-0924-9.
- Schwarzenberg von Stefan Heym, ungekürzte Lesung zus. mit Siegfried Worch, Regie: Klaus Zippel, 572 Min. mp3-CD, MDR 1992 / Der Audio Verlag 2019, ISBN 978-3-7424-0923-2.
- Swallow, mein wackerer Mustang – Karl-May-Roman von Erich Loest, ungekürzte Lesung, Regie: Klaus Zippel, 829 Min. 2 mp3-CDs, MDR 1993 / Der Audio Verlag 2022, ISBN 978-3-7424-2595-9.